# Diecezja Rubiataba-Mozarlândia
Diecezja Rubiataba-Mozarlândia (łac. Dioecesis Rubiatabensis-Mozarlandensis; port. Diocese de Rubiataba-Mozarlândia) – jedna z 214 diecezji obrządku łacińskiego w Kościele katolickim w Brazylii w północno-wschodniej części stanu Goiás ze stolicą w Rubiatabie. Erygowana 11 października 1966 konstytucją apostolską De animarum utilitate przez Pawła VI jako prałatura terytorialna Rubiataba, a 18 kwietnia 1979 zmieniono nazwę na Rubiataba-Mozarlândia. Ustanowiona diecezją 16 października 1979 bullą papieską przez Jana Pawła II. Biskupstwo jest sufraganią archidiecezji Goiânia oraz należy do regionu kościelnego Centro-Oeste.

## Biskupi
- Biskup diecezjalny: wakat (od 2025)
- Biskup senior: bp José Carlos de Oliveira (od 2008)